# Blink-182
I Blink-182 sono un gruppo musicale pop punk statunitense, formatosi nel 1992 a Poway, California, una città a nord di San Diego.
Sono apprezzati per le particolari e coinvolgenti melodie pop punk così come per il loro umorismo. I primi lavori sono caratterizzati da toni goliardici, riff di chitarra e melodie orecchiabili, che ispireranno diverse band pop punk nate in seguito. Dal 2003 in poi, con la pubblicazione dell'omonimo album Blink-182, il gruppo si è distinto per la composizione di testi più maturi e nuove atmosfere dark, pur mantenendo sempre un atteggiamento umoristico negli spettacoli dal vivo. Sono spesso citati insieme a gruppi come Green Day, Rancid e The Offspring per aver contribuito a reinterpretare le sonorità punk rock in chiave moderna negli anni novanta.
La formazione storica è composta da Tom DeLonge (chitarra e voce), Mark Hoppus (basso e voce) e Travis Barker (batteria), quest'ultimo subentrato nel 1998 al posto di Scott Raynor. Dal 2015 al 2022 il ruolo di DeLonge è stato ricoperto da Matt Skiba.
Inizialmente il nome del gruppo era semplicemente "Blink": il suffisso "-182" è stato aggiunto successivamente per evitare problemi legali con un gruppo irlandese omonimo.
Nel corso degli anni i membri del gruppo hanno raggiunto una certa popolarità grazie anche alla creazione di marchi di abbigliamento ispirati al mondo rock, tra cui Macbeth Footwear, Atticus Clothing, Famous Stars and Straps e Hi My Name Is Mark.
Nel 2005 la band ha annunciato una pausa a tempo indeterminato, conclusasi poi nel 2009. Durante questo periodo i membri dei Blink-182 sono rimasti nella scena musicale: Tom DeLonge ha dato vita agli Angels & Airwaves, mentre Mark Hoppus e Travis Barker hanno formato i +44.
Nel corso della loro carriera, i Blink-182 hanno pubblicato nove album in studio, due raccolte, un album dal vivo, quattro demo e oltre venti singoli, vendendo più di 50 milioni di dischi.

## Storia del gruppo

### La nascita (1992)

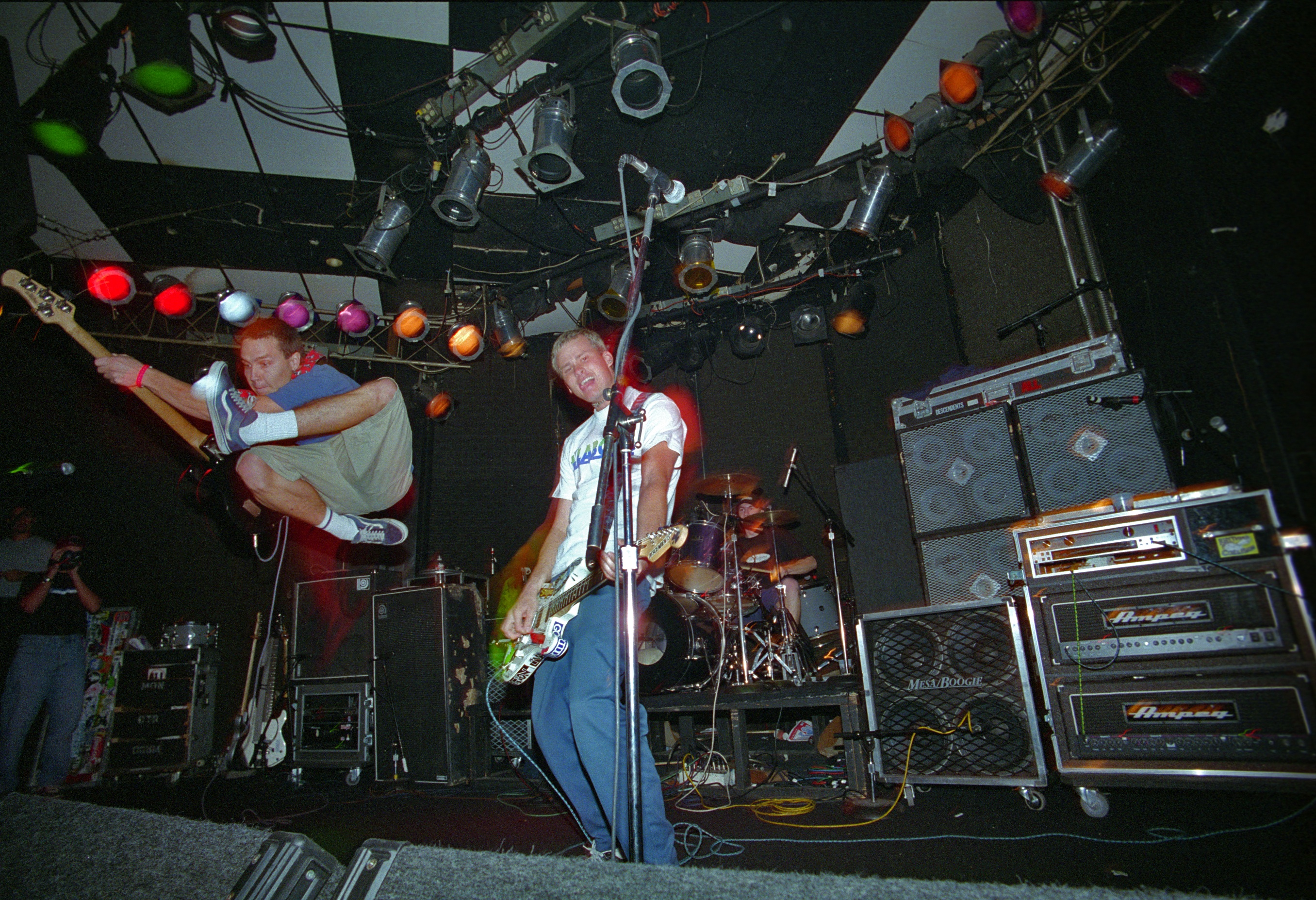
I Blink-182 in concerto nel 1996.

Secondo la versione ufficiale, raccontata nel libro Tales from Beneath Your Mom di Anne Hoppus, sorella di Mark, il gruppo nacque nel 1992 in seguito all'incontro tra Mark Hoppus e Tom DeLonge, avvenuto proprio grazie ad Anne. All'epoca DeLonge, dopo essere stato espulso dalla Poway High School, frequentava la Rancho Bernardo High School, dove diventò amico di Anne Hoppus.
Si dice che uno dei loro grandi successi, Carousel, nacque proprio il giorno stesso in cui Hoppus e DeLonge si conobbero e iniziarono a suonare insieme nel garage di quest'ultimo. Quella notte i due decisero ufficialmente di mettere in piedi una band. Serviva però un batterista e DeLonge assunse allora il suo amico Scott Raynor, che aveva conosciuto nella nuova scuola. I tre cominciarono a suonare insieme e il primo nome con cui si fecero conoscere fu Duck Tape, fino a quando DeLonge propose il nome Blink. Hoppus lasciò la band poco dopo per un breve periodo, a causa di litigi con la sua ragazza di allora. Tuttavia, dopo qualche giorno, DeLonge prese in prestito un 4-tracce da un amico e convinse il bassista a tornare per registrare una demo.

#### La nascita del gruppo secondo Scott Raynor
In un'intervista del 2004 Scott Raynor ha affermato che in realtà fu lui a fondare il gruppo insieme a Tom DeLonge e solo in seguito Mark Hoppus entrò a farne parte:

### Flyswatter,Demo #2eBuddha(1993-1994)

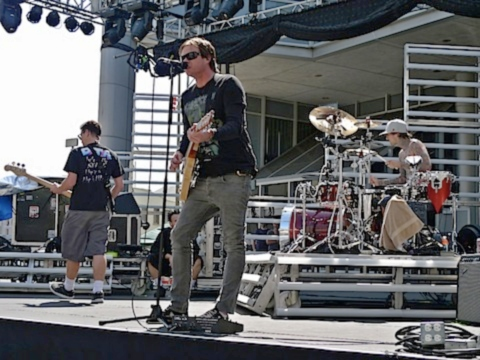
I Blink-182 durante le prove del loro primo show dopo la reunion. Da sinistra: Mark, Tom e Travis.

Nel 1993 i tre incisero Flyswatter, un demo di bassa qualità su audiocassetta registrata nella camera di Scott. Della cassetta, la cui copertina era un disegno d'arte moderna realizzato da DeLonge, vennero prodotte solo 1000 copie. Conteneva 8 canzoni e fu maggiormente distribuita in famiglia e fra amici. Nello stesso anno i Blink registrarono Demo #2, contenente alcune tracce di Flyswatter e altri brani successivamente inseriti in Cheshire Cat, Buddha e Dude Ranch.
Nel corso del 1994 fu realizzato un terzo demo, inizialmente senza titolo, ma in seguito nominato Buddha da parte dei fan per l'immagine in copertina. La Cargo Filter Records, di proprietà del datore di lavoro di Hoppus, produsse un migliaio di copie in musicassetta. Nel 1998 Buddha fu ristampato in versione CD dalla Kung Fu Records, con una copertina modificata e alcune tracce nuove presenti anche nei successivi due album della band.

### Cheshire Cat(1994-1995)
Agli inizi del 1994 i Blink firmarono un contratto discografico con la Grilled Cheese Records, ma furono costretti a cambiare il proprio nome a causa di un'azione legale intrapresa da un gruppo irlandese omonimo. Aggiunsero così il suffisso «-182». Non è chiaro l'origine di questo numero, in quanto gli stessi membri hanno spesso scherzato sull'argomento: ad esempio, in un'intervista del 1999, il gruppo dichiarò che «182» fosse il numero di volte in cui viene pronunciata la parola «fuck» nel film Scarface. Mark Hoppus ribadì successivamente che il numero 182 non possiede effettivamente alcun significato.
Nel 1995 il gruppo pubblicò l'album di debutto Cheshire Cat, contenente anche alcune tracce presenti nel demo Buddha (Carousel, Strings, Sometimes e TV). Dall'album furono estratti i singoli Wasting Time e M+M's. Per quest'ultimo fu realizzato un video musicale, la cui prima versione venne però censurata a causa di alcune scene con armi da fuoco.

### Dude Ranche la separazione da Scott Raynor (1996-1998)

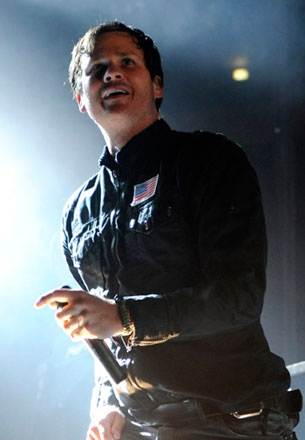
Tom DeLonge

La moda pop punk degli anni novanta e il successo di Cheshire Cat contribuirono a convincere la MCA Records a scritturare i Blink-182 per un contratto discografico. Dopo essersi trasferiti a Encinitas, California, il gruppo cominciò a registrare nel 1996 l'album Dude Ranch con il produttore Mark Trombino, pubblicandolo nel 1997. L'album vendette 1,5 milioni di copie e due singoli, Josie e Dammit, salirono in cima alle classifiche radiofoniche statunitensi. Per i due singoli furono prodotti dei videoclip, entrambi caratterizzati da diverse scene e cliché umoristici. I Blink-182 iniziarono così a ottenere popolarità su scala nazionale.
Nel 1998 il batterista Scott Raynor abbandonò il gruppo nel mezzo di un tour statunitense, ufficialmente per problemi di abuso di alcool, a causa dei quali fu costretto a una disintossicazione. Per sostituirlo fu scelto Travis Barker, allora batterista di una band in tour con i Blink-182, The Aquabats. Si dice che Barker imparò tutta la scaletta del concerto in mezz'ora.

### Enema of the Statee il successo mondiale (1999-2000)
Il 1999 fu l'anno di Enema of the State, terzo album in studio e primo vero successo della band con oltre 15 milioni di copie in tutto il mondo. Per i Blink-182 fu la consacrazione nella scena internazionale mainstream grazie ai singoli What's My Age Again?, All the Small Things e Adam's Song, trasmessi continuamente in radio e su MTV. L'album è tutt'oggi considerato un'icona della generazione di adolescenti di fine anni novanta, insieme al film American Pie, in cui gli stessi Blink-182 compaiono in un cameo e nella cui colonna sonora è presente il brano Mutt.
Lo stile di Enema of the State si contraddistingue per i brani corti, veloci e orecchiabili, adatti a essere trasmessi in radio. Altra caratteristica sono i testi, spesso umoristici, ma allo stesso tempo espliciti e sinceri, nei quali la maggior parte degli adolescenti si può identificare. L'album ha rivoluzionato la corrente pop punk e ispirato la maggior parte dei gruppi musicali costituitisi nella generazione successiva.
Il titolo dell'album è una parodia del titolo del film Nemico pubblico con protagonista Will Smith.
Esiste anche un demo di Enema of the State, chiamato Enema of the State Demo, contenente molti brani poi riportati nell'album, tranne due: Life's So Boring e Man Overboard (intitolata in questo caso Sober), quest'ultimo poi inserito nel loro unico album live The Mark, Tom and Travis Show (The Enema Strikes Back!).
Nel 2000 la band pubblicò anche il DVD The Urethra Chronicles, un documentario della band dietro le quinte, e The Mark, Tom and Travis Show (The Enema Strikes Back!), un album dal vivo contenente anche il singolo Man Overboard.

### Take Off Your Pants and Jacket(2001-2002)
Nel 2001 continuò il successo commerciale dei Blink-182, che pubblicarono il quarto album Take Off Your Pants and Jacket, seguendo lo stesso stile del precedente Enema of the State. Solo nella prima settimana l'album vendette più di 350 000 copie e, anche stavolta, i produttori della saga cinematografica American Pie inserirono un brano dei Blink-182 (Everytime I Look for You) nella colonna sonora di American Pie 2.
Esistono tre diverse versioni dell'album: Plane, Pants e Jacket version, ognuna delle quali ha due bonus track esclusive, per un totale di sei. Tre sono anche i singoli da esso estratti: The Rock Show, First Date e Stay Together for the Kids, mentre per il brano Anthem Part II esiste un videoclip con scene estratte dagli spettacoli dal vivo.
Come per Enema of the State, anche Take Off Your Pants and Jacket deve il suo titolo a un gioco di parole a doppio senso: letteralmente la traduzione sarebbe "Togliti i pantaloni e la giacca", ma l'ultima parola, "jacket", è assonante all'espressione "jack it", che in slang americano può significare anche "masturbati". Inoltre l'espressione "take off" ha anche il significato di "decollare" e questo è il motivo per cui l'aereo è uno dei tre simboli dell'album, insieme ai pantaloni e alla giacca.
Anche nel 2002 uscì un DVD-documentario della band, chiamato The Urethra Chronicles II: Harder Faster Faster Harder.

### Blink-182eGreatest Hits(2003-2005)

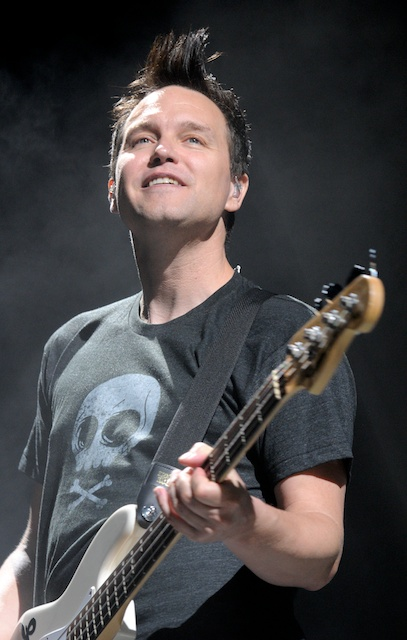
Mark Hoppus

Dopo la pubblicazione di Take Off Your Pants and Jacket e il tour negli Stati Uniti d'America, i membri del gruppo si dedicarono ad alcuni progetti paralleli: Barker, con Tim Armstrong e Skinhead Rob fondò i Transplants, mentre insieme a DeLonge diede vita ai Box Car Racer, supportati nei concerti da David Kennedy e Anthony Celestino. Durante questa pausa tutti e tre i componenti del gruppo si sposarono ed ebbero dei figli. Questa maturazione ebbe profonde conseguenze sullo stile dei Blink-182 e ciò divenne evidente nel loro quinto album in studio. Dal titolo omonimo, il quinto album del gruppo rappresentò un cambiamento importante nelle tematiche e nelle atmosfere dei brani, attraversati da una vena emotiva più profonda, con arrangiamenti di musiche e testi molto più concettuali e seri rispetto ai precedenti lavori. L'album raggiunse la sesta posizione della Billboard 200 degli Stati Uniti d'America e da esso furono estratti i singoli Feeling This, I Miss You, Down e Always.
Secondo il batterista Travis Barker, la scelta di non voler assegnare un vero nome all'album volle rappresentare la nascita di un nuovo tipo di Blink-182. A testimonianza di questa evoluzione, nel brano All of This vi è la partecipazione di Robert Smith, leader dei The Cure, le cui influenze sono evidenti in molte tracce del CD.
Il 16 dicembre 2004 i Blink-182 tennero il loro ultimo concerto dal vivo prima dello scioglimento del febbraio 2005. A pochi mesi dallo scioglimento, la Geffen Records pubblicò la raccolta Greatest Hits, includendo il singolo inedito Not Now (escluso dal precedente album, con grande disappunto di Tom DeLonge) e la cover del gruppo inglese The Only Ones Another Girl, Another Planet, utilizzata come sigla del reality show Meet the Barkers, trasmesso all'epoca su MTV, con protagonisti Travis Barker e la allora moglie Shanna Moakler.

### Lo scioglimento e i progetti paralleli (2005-2006)
Nel febbraio del 2005, dopo un'assenza non ben motivata al Music for Relief, una manifestazione per le vittime dello tsunami dell'Oceano Indiano tenutasi ad Anaheim, California, apparve sul sito dei Blink-182 un messaggio in cui si rendeva pubblica la loro decisione di prendersi un periodo di pausa per stare vicino ad amici e familiari.
Poco tempo dopo Barker dichiarò in un'intervista a una radio statunitense che ogni componente del gruppo avrebbe continuato la propria vita da musicista concentrandosi su progetti paralleli. Nel 2006 infatti Tom DeLonge fondò gli Angels & Airwaves, mentre Mark Hoppus e Travis Barker fondarono i +44.
Durante questo periodo, la sorella di Mark, Anne Hoppus, pubblicò il libro Tales from Beneath Your Mom, in cui è narrata la storia dei Blink-182 fino a quel momento.

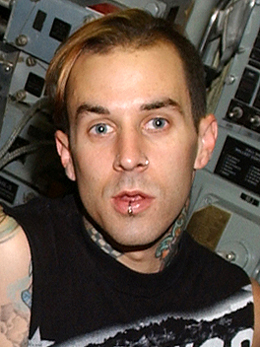
Travis Barker nel 2003

Nonostante alcune rassicurazioni sul futuro del gruppo da parte di Travis Barker, negli ultimi mesi del 2006 Tom DeLonge rilasciò delle dichiarazioni su PR Inside con cui lasciò intendere la sua volontà di non tornare a far parte dei Blink-182:

### L'incidente aereo di Travis Barker e la reunion (2008-2009)
A luglio 2008 Travis Barker, intervistato a proposito di un eventuale ritorno dei Blink-182, affermò:

Il 19 settembre 2008 lo stesso Barker rimase coinvolto in un incidente aereo in cui persero la vita quattro persone a lui care. A causa delle ustioni riportate, fu ricoverato in ospedale per diversi mesi. In seguito a questo avvenimento, Tom DeLonge pubblicò un video-messaggio sul suo social network Modlife, in cui si dichiarò preoccupato per Barker. Fu in questa occasione che i tre ripresero i contatti, come confermò Mark Hoppus il 18 novembre, sul suo sito. Il 9 gennaio 2009 Mark Hoppus, in un'intervista concessa a MTV, rilasciò una dichiarazione sui Blink-182:
 L'8 febbraio 2009 i Blink-182 tornarono ufficialmente insieme, con Barker e Hoppus che hanno annunciato la reunion in diretta TV sul palco dei Grammy Award: 

Lo stesso giorno, sul sito ufficiale dei Blink-182 apparve un messaggio da parte del gruppo:
Nonostante la reunion, Tom DeLonge affermò comunque la volontà di continuare a suonare anche con gli Angels & Airwaves.
Il 15 maggio 2009, all'insaputa dei fan, i Blink-182 si esibirono per la prima volta dopo cinque anni al T-Mobile Sidekick Party di Los Angeles. A luglio dello stesso anno intrapresero un tour in territorio americano, mentre l'anno seguente ritornarono a suonare in Europa.

### NeighborhoodseDogs Eating Dogs(2011-2012)
Dopo diversi ritardi e dopo aver annullato un intero tour europeo per potersi concentrare sul loro sesto lavoro in studio, i Blink-182 annunciarono l'uscita imminente del nuovo album e il 15 luglio 2011 pubblicarono il singolo Up All Night. Il 27 settembre 2011 uscì ufficialmente il sesto album in studio, intitolato Neighborhoods. Il nome deriva dal fatto che, incidendo questo CD, i membri si siano sentiti molto diversi fra loro, come dei quartieri di una città (neighborhoods in inglese), pur riuscendo a creare qualcosa di bello. In questo lavoro, infatti, sono evidenti le influenze dei progetti paralleli dei tre membri, come l'uso di sintetizzatori e le lunghe intro, tipici degli Angels & Airwaves, ma anche loop elettronici, testi cupi e giri di accordi tipici dei +44. Oltre ad Up All Night, furono pubblicati After Midnight, secondo singolo estratto dall'album e i videoclip di Heart's All Gone e Wishing Well. Proprio quest'ultimo uscì per promuovere un documentario ufficiale sulla riunione del gruppo, chiamato Blinkumentary, ad opera della HND$M RND$M, più volte annunciato, ma mai pubblicato.
Il 18 dicembre 2012, dopo un tour europeo, uscì l'EP digitale Dogs Eating Dogs, anticipato dal brano Boxing Day. L'EP, registrato in pochi giorni, rappresenta il primo lavoro indipendente dei Blink-182, dopo aver lasciato la Interscope Records. Contiene cinque brani, tre dei quali sono stati eseguiti dal vivo durante il tour in Australia del 2013, al quale non ha partecipato Travis Barker (sostituito da Brooks Wackerman) a causa del suo timore di volare in seguito al tragico incidente del 2008.
Il 19 marzo 2013 uscì la seconda raccolta Icon.

### Periodo con Skiba (2015-2022)

#### California

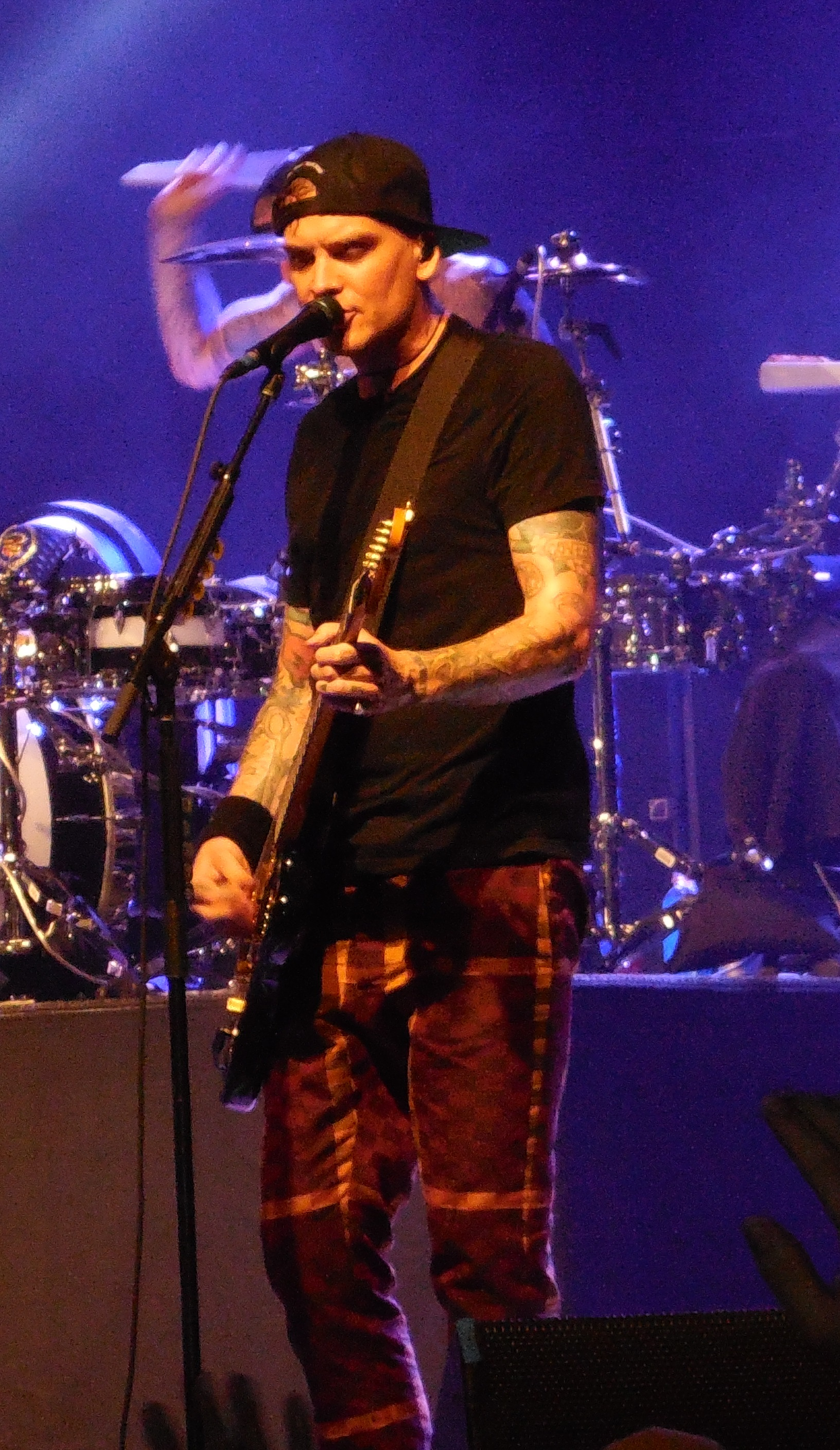
Matt Skiba, componente dei Blink-182 dal 2015 al 2022

Dopo aver risolto il contratto con la Interscope Records, DeLonge affermava che i Blink-182 fossero alla ricerca di una nuova etichetta per iniziare a lavorare in studio. L'inizio delle registrazioni veniva più volte posticipato, fino a quando il 27 gennaio 2015 non veniva diffuso un comunicato nel quale si annunciava la separazione da DeLonge. La vicenda diventava controversa nel momento in cui lo stesso DeLonge, attraverso i social network smentiva la notizia, per poi essere a sua volta contraddetto dai restanti componenti del gruppo. Il giorno seguente DeLonge pubblicava attraverso Facebook un lungo stato in cui spiegava come il rapporto con gli altri due membri si fosse definitivamente incrinato.
Nelle settimane successive, Hoppus e Barker hanno affermato che il motivo dei continui rinvii e ritardi del gruppo è sempre stato DeLonge, che ha anteposto altre priorità ai Blink-182. DeLonge, dal canto suo, ha più volte sottolineato come l'essere membro dei Blink-182 non gli permettesse di realizzare altri progetti - anche non musicali - e come sia spesso mancata comunicazione fra i membri.
Il 21 aprile 2015 DeLonge ha pubblicato il suo primo EP da solista, To the Stars... Demos, Odds and Ends, contenente brani originariamente pensati per essere sviluppati in studio con i Blink-182.
In seguito all'addio di DeLonge è stato annunciato come sostituto Matt Skiba, frontman degli Alkaline Trio, nonché amico di lunga data del gruppo. Il 1º settembre 2015, dopo alcuni concerti, Skiba è entrato in studio con Hoppus e Barker per registrare il nuovo album dei Blink-182.
Il 28 aprile 2016 il gruppo ha pubblicato il singolo Bored to Death, volto ad anticipare il settimo album in studio California.

#### Nine
Nel 2019 il trio è passato all'etichetta discografica Columbia per il loro ottavo album, Nine, prodotto come di consueto da Feldmann, ma utilizzando anche produttori e compositori esterni.
Il 7 agosto 2020 viene pubblicato il singolo Quarantine, il cui testo è incentrato sulla pandemia di COVID-19, dal gruppo definita «un angosciante inno dei tempi in cui viviamo».

### Ritorno di DeLonge eOne More Time...(2022-presente)
L'11 ottobre 2022 il gruppo ha diffuso un video in cui ha annunciato il rientro in formazione del frontman Tom DeLonge dopo sette anni, un nuovo singolo che anticiperà il nuovo album e una tournée mondiale. Pochi mesi prima, Skiba ammise di non essere più sicuro di essere ancora un membro del trio. Il 14 ottobre esce il singolo Edging.
Il 18 settembre 2023 viene rivelato il titolo del nuovo album, One More Time..., e viene fissata la data di uscita al 20 ottobre 2023; ad anticiparlo il 21 settembre sono stati resi disponibili i singoli One More Time e More than You Know, mentre il 5 ottobre è stata la volta di Dance with Me. Sia Dance with Me che One More Time (come encore) sono state portate al debutto in occasione del concerto tenuto dal trio all'Unipol Arena di Casalecchio di Reno il 6 ottobre. Il 13 ottobre viene pubblicato Fell in Love, mentre il 18 esce You Don't Know What You've Got, ultimo singolo prima della pubblicazione del nuovo album.
One More Time ha debuttato direttamente in vetta alla Billboard 200 statunitense.

## Presenza nella cinematografia
I Blink-182 hanno partecipato sia alle riprese che alla colonna sonora del film American Pie, con la canzone Mutt, tratta dal loro terzo album Enema of the State. È presente un errore nei titoli di coda del film; infatti troviamo i nomi di: Mark Hoppus, Thomas M. DeLonge e Scott Raynor, mentre nel film compare Travis Barker come batterista del gruppo insieme a Hoppus e DeLonge. Successivamente si sono prestati per la colonna sonora del film American Pie 2, con la canzone Everytime I Look for You, tratta dal loro quarto album Take Off Your Pants and Jacket. I Blink-182 sono anche uno dei gruppi musicali illustrati in un documentario sulla moderna musica punk. Il film intitolato One Nine Nine Four è uscito nei primi mesi del 2009. Nel film sono presenti anche altri gruppi, come i Rancid, i Green Day, i NOFX e gli Offspring. Un'altra loro canzone, Aliens Exist, fa parte della colonna sonora del film Planet 51. La canzone Dammit è presente nella serie televisiva Dawson's Creek e nella quinta stagione compaiono più volte due poster raffiguranti il gruppo. La canzone Anthem Part 2 è presente nel film Stick It - Sfida e conquista ed anche nel film del 2014 Boyhood del regista Richard Linklater.

## Riconoscimenti
I Blink-182 hanno ricevuto alcuni premi e candidature nei vari spettacoli o feste di premiazioni, sia per la band che per le loro canzoni. Nel complesso, i Blink-182 hanno ricevuto sette premi da dieci candidature.
- All'MTV Europe Music Awards (una cerimonia di premiazione annuale istituita nel 1994 da MTV Europe), i Blink-182 hanno ricevuto due premi: il Best New Act nel 2000 e il Best Rock Act nel 2001.
- All'MTV Video Music Awards (una cerimonia di premiazione annuale istituita nel 1984 da MTV), hanno ricevuto un premio da quattro candidature: All the Small Things, nominata nel 2000 per i premi Best Group Video, Video of the Year e Best Pop Video, dove però ha vinto solo il premio Best Group Video, e First Date nel 2002, nominata per il premio Best Group Video, che però non ha vinto.
- Al Nickelodeon Kids' Choice Awards (uno spettacolo a premi annuale organizzato dalla Nickelodeon), hanno ricevuto un premio: Favorite Band nel 2001.
- Al Teen Choice Awards (uno spettacolo a premi presentato annualmente dalla Fox Broadcasting Company), hanno ricevuto tre premi: Choice Rock Group nel 2000 e Best Rock Group nel 2001 per la band, Choice Love Song nel 2004 per la canzone I Miss You.

## Stile e influenze

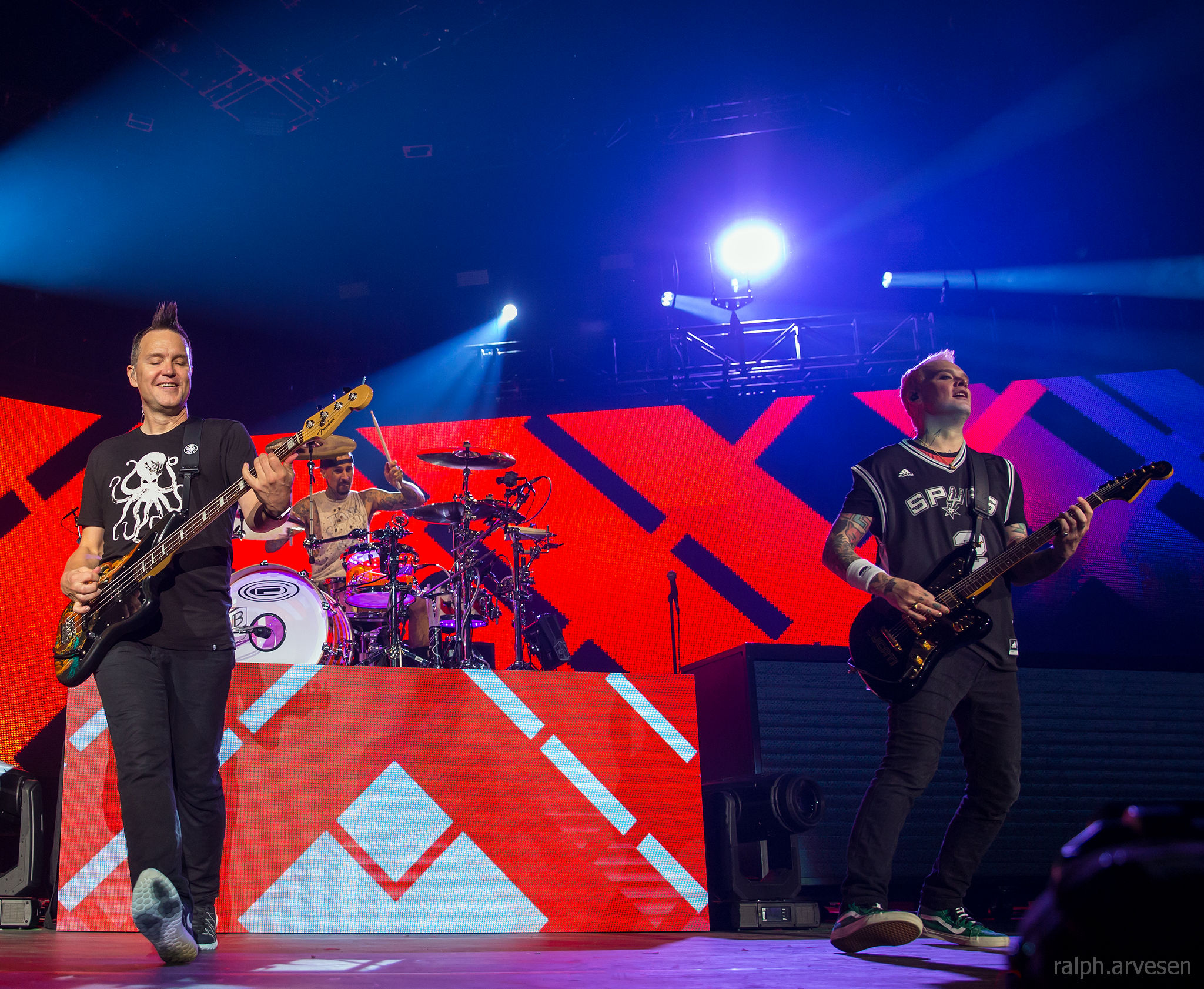
I Blink-182 nel 2016

Lo stile dei Blink-182 è molto vario. I testi delle vecchie canzoni (al contrario di quelli composti dal 2003 in poi) sono umoristici ed esilaranti, invece che tristi o critici, caratteristiche che vengono associate alla maggior parte dei gruppi musicali punk rock. Hanno prodotto però anche canzoni molto serie; ne sono esempi Adam's Song che tratta il tema del suicidio, Stay Together for the Kids che tratta il divorzio e I Miss You. Mentre si ha una svolta molto più introspettiva e profonda a partire dall'album omonimo del 2003.
Tom DeLonge cita i Descendents e gli Screeching Weasel come maggiore fonte di ispirazione, soprattutto nei primi album della band, ovvero prima di cominciare a creare canzoni con uno stile tutto loro. Lo stile della band viene spesso messo a confronto con le canzoni pop punk - punk rock dei Green Day e dei Sum 41, considerando le melodie orecchiabili dei tre gruppi. Nell'album omonimo della band, Blink-182, essi hanno affermato di aver preso ispirazione dai The Cure, dei quali hanno rivelato di essere dei grandi fan.

I Blink-182 hanno a loro volta influenzato alcune band, tra cui i Simple Plan, che in una loro canzone cantano: 
(Simple Plan, Grow Up)
 chiaramente riferendosi ai Good Charlotte, ai Sum 41, ai Blink-182 e agli MxPx.

## Cover
I Blink-182 hanno suonato cover di alcune canzoni dei loro artisti preferiti. Questa è la lista delle canzoni di cui hanno fatto una cover:
- A Letter to Elise dei The Cure (suonata live a MTV Icon)
- Another Girl, Another Planet dei The Only Ones (inclusa anche in Greatest Hits)
- Boys Don't Cry dei The Cure
- Dancing With Myself di Billy Idol
- Dead Man's Curve di Jan and Dean
- Freak Scene dei Dinosaur Jr. (inclusa anche nella prima demo Flyswatter)
- Genie in a Bottle di Christina Aguilera (solo live)
- Good Times cover della colonna sonora del programma Good Times (inclusa anche nel singolo Apple Shampoo)
- Hope dei Descendents (solo live)
- Shallow degli Unwritten Law (solo live)
- The Girl Next Door degli Screeching Weasel (inclusa anche nella demo Buddha)
- The Longest Line dei NOFX (inclusa anche nella prima demo Flyswatter)
- Hybrid Moments dei Misfits
- No Scrubs delle TLC (solo live)
- We Are Never Ever Getting Back Together di Taylor Swift (solo live)

## Formazione
Attuale
- Mark Hoppus – voce, basso (1992-2005, 2009-presente)
- Tom DeLonge – voce, chitarra (1992-2005, 2009-2015, 2022-presente)
- Travis Barker – batteria, percussioni (1998-2005, 2009-presente)

Ex componenti
- Scott Raynor – batteria, percussioni (1992-1998)
- Matt Skiba – voce, chitarra (2015-2022)

Turnisti
- Byron McMackin – batteria, percussioni (1999)
- Josh Freese – batteria, percussioni (1999)
- Damon DeLaPaz – batteria, percussioni (1999, 2000)
- Brooks Wackerman – batteria, percussioni (1999, 2013)

## Discografia

### Album in studio
- 1995 – Cheshire Cat
- 1997 – Dude Ranch
- 1999 – Enema of the State
- 2001 – Take Off Your Pants and Jacket
- 2003 – Blink-182
- 2011 – Neighborhoods
- 2016 – California
- 2019 – Nine
- 2023 – One More Time...

### Album dal vivo
- 2000 – The Mark, Tom and Travis Show (The Enema Strikes Back!)

### Raccolte
- 2005 – Greatest Hits
- 2013 – Icon

## Libri
Nel 2001, Anne Hoppus, la sorella di Mark Hoppus, pubblicò Tales from Beneath Your Mom, un libro che racconta la storia del gruppo dalla fondazione fino al successo di Take Off Your Pants and Jacket.